# Langholt (Landkreis Leer)
Langholt ist eine Ortschaft im Landkreis Leer (Ostfriesland) in Niedersachsen. Bis zum Jahr 1973 war der Ort eine eigenständige Gemeinde. Mit der Niedersächsischen Gemeindereform wurde der Ort allerdings aufgeteilt und entlang des Burlage-Langholter Tiefs getrennt. Der östliche Teil wurde der Gemeinde Ostrhauderfehn zugeschlagen, der westliche Teil der Gemeinde Rhauderfehn.

## Geschichte
Langholt wurde urkundlich das erste Mal bereits 1319 erwähnt. Die Entstehung dieses Ortes geht auf den Johanniterorden zurück, der dort die gleichnamige Kommende gegründet hatte, um das Moor urbar zu machen. Das Kloster selbst wurde im Dreißigjährigen Krieg arg in Mitleidenschaft gezogen. Es befand sich etwa an der Stelle des heutigen Supermarkts in der Nähe des Langholter Tiefs, wo sich heute noch der Klosterhof Willms befindet, und bis zum beginnenden 20. Jahrhundert auch der Klosterhof Stumpe/Junker befand. Als Pächter des Johanniterkommende wird nach dem Dreißigjährigen Krieg der aus Werlte stammende Protestant Gerd Krammer (Kramer) mit seiner Familie genannt, der sich gegen die Rekatholisierung des Hümmlings im Zuge der Gegenreformation wehrte und so seine Heimat verließ. Seine Nachkommen blieben bis in die Gegenwart im Besitz der Klosterhöfe, die später unter den Nachkommen weiter aufgeteilt wurden. Die Klosterkirche hatte bis 1690 Bestand.
Im 18. Jahrhundert kam es in Langholt, wie auch im benachbarten Burlage, zur Ansiedlung katholischer Siedlerfamilien durch den Johanniterorden besonders im westlichen Teil der Gemeinde. Bis zur Napoleonischen Zeit Anfang des 19. Jahrhunderts blieben die Bewohner Langholts Pächter des Johanniterordens. Danach verwaltete die Klosterkammer Hannover den ehemaligen Ordensbesitz. Seit 1899 ist Langholt wieder eine selbstständige Kirchengemeinde, die seit 1901 mit der Trinitatiskirche auch über ein eigenes Gotteshaus verfügt.

## Persönlichkeiten
- Theodor Mahlmann (1931–2011), evangelischer Theologe